# Kwadrat Apologeta
Kwadrat Apologeta, również Kwadrat z Aten, lub z łac. Quadratus, Kwadratus gr. Άγιος Κοδράτος (Kodratos, Kodrat) – żyjący najprawdopodobniej w II wieku apologeta, rzekomy biskup Aten lub Ormian i ojciec Kościoła, święty chrześcijański. 
Żył w czasach apostolskich i był ich uczniem (auditor apostolorum). Gdy do Azji Mniejszej, w której mieszkał Kwadrat, przybył cesarz Hadrian, otrzymał on od świętego Apologię, książkę, w której święty bronił wyznawanej przez siebie wiary (stąd przydomek). Jej mały urywek zachował się dzięki Historii kościelnej (IV, 3, 2) Euzebiusza. Miała ona wywrzeć na cesarzu pewne wrażenie i powstrzymać go przed wydaniem nowych zarządzeń proskrypcyjnych przeciw chrześcijanom.
Kwadrat prawdopodobnie był biskupem, ale jego siedziba biskupia nie jest znana. Przypuszcza się, że mogły to być Ateny. Niektórzy uważają, że Apologię Kwadrata należy utożsamiać z Listem do Diogneta.
Wspomnienie liturgiczne św. Kwadrata w Kościele katolickim obchodzone jest 26 maja.